# Orthogonis nigrocaerulea
Orthogonis nigrocaerulea är en tvåvingeart som först beskrevs av Wulp 1872.  Orthogonis nigrocaerulea ingår i släktet Orthogonis och familjen rovflugor. Inga underarter finns listade i Catalogue of Life.